# كلود فريديريك أرماند شايفر
كلود فريديريك أرماند شايفر (بالفرنسية: Claude Frédéric-Armand Schaeffer)‏ عالم أثار فرنسي، ولد عام 1898م في ستراسبورغ، وقد قاد فريق التنقيب عن الآثار الفرنسي الذي عمل في موقع أوغاريت، والتي تسمى حالياً المينا البيضا.

## روابط خارجية
- كلود فريديريك أرماند شايفر على موقع الموسوعة البريطانية (الإنجليزية)